# Vijay Sharma (Maler)
Vijay Sharma (* 12. September 1962 im Dorf Raipur, Himachal Pradesh) ist ein indischer Maler, der sich besonders mit der Miniaturmalerei befasst.

## Leben
Sharma wurde im Dorf Raipur im nordindischen Distrikt Chamba als Sohn eines Busfahrers der HRTC (Himachal Road Transport Corporation) geboren. Er begleitete als Kind den Vater auf seinen Bustouren und kam dabei mit den Routenbeschreibungen und Busbemalungen in Berührung, die er abzeichnete. Dies war sein erster Kontakt mit Malerei. Sein Vater beobachtete das und sprach darüber mit dem Kurator des „Chamba Museums“. So begann sein Weg als Maler. Er sagt von sich selbst „Das Bhuri Singh Museum in Chamba, das Banaras Kala Bhawan, Herr Ustad Sharda Prasad und mein Vater förderten meine Begabung.“ Mit 15 Jahren ging er nach Varanasi, um die technischen Details der Miniaturmalerei zu erlernen. Er war dort nur eine Woche, der Einfluss des dort Erfahrenen hat ihn jedoch bis heute begleitet.
Im Informationstext zur Ausstellung im Museum für Völkerkunde Hamburg 2013 wird berichtet: „Sein Vater schickte ihn zur Ausbildung nach Dharamsala und Varanasi. In Rajasthan arbeitete er bei traditionellen Malern, von denen er die Technik der Zubereitung von Mineral- und Pflanzenfarben sowie die Kunst der Restauration von Miniaturen erlernte. Mit 25 Jahren hatte er seine erste Ausstellung, der viele weitere in Indien, Europa und den USA folgten. 1990 erhielt er den Nationalpreis für traditionelle Malerei.“
... „Mit seinen feinen Pinseln aus Schwanzhaaren von Eichhörnchen trägt er Gold und Farbe auf traditionell geschöpftes Papier auf. Als Juwelenschmuck dienen ihm millimeterkleine Teile zerschnittene, schillernde Flügeldecken von Käfern. Sein Schwerpunkt ist die Malerei im Basohli-Stil des späten 17. Jahrhunderts und der Malschulen der Residenzstädte Guler und Kangra. Neben perfekten Kopien malt er eigene Kompositionen und ist Autor von Büchern und Aufsätzen zur Kunst und Geschichte der Pahari-Region.“ Als Historiker ist er einer der wenigen, welche Sharda- und Tankari-Texte lesen können.
Mit 18 Jahren wurde er angestellter Maler bei der Busgesellschaft HRTC. Er zeichnete die Busrouten auf und bemalte die Busse der Gesellschaft. Zwei Jahre später, mit 20 Jahren, wurde er von der Abteilung für Sprache und Kultur als assistierender Konservator eingestellt. 1988 wurde er von dem Museum (Bhuri Singh Museum in Chamba) als Künstler angestellt. Hier bildet er 15 – 20 Studenten in der Miniaturmalerei weiter. Sein wichtigstes Ziel ist die Wiederbelebung der Kunst der Miniaturmalerei. „Gelder der Regierung reichen nicht aus. Kunst muss gefördert, bewahrt und anerkannt werden.“ So seine Meinung in einem Interview, nachdem er 2012 die im Rang vierthöchste Kulturauszeichnung Indiens, den Padma Shri, erhalten hatte. Aufgrund der Auszeichnung wurde Vijay Sharma im August 2012 vom „Artist“ zum „Senior Artist“ im Bhuri Singh Museum befördert.

## Ausstellungen
- Mehrere Ausstellungen im National Crafts Museum Delhi seit 1989
- Ausstellung im Nationalmuseum Singapur 1995
- Ausstellung 1998 Rietberg Museum
- Ausstellung mit Malerei Demonstration in der Villa Wesendonck des Rietberg Museums, Zürich.[6]
- Ausstellung in Montabaur 2003
- Ausstellung im Victoria & Albert-Museum London 2003
- Ausstellung 2013 im Museum für Völkerkunde Hamburg

Ein Teil der Exponate in der Ausstellung „Blumen – Bäume – Göttergärten. Indische Malerei aus sechs Jahrhunderten“ (17. März 2013 bis 27. Oktober 2013) im Museum für Völkerkunde Hamburg sind Kopien alter Gemälde, die Vijay Sharma signiert, um zu verhindern, dass sie als Fälschungen in Umlauf kommen, und Eigenkompositionen von Padma Shri Vijay Sharma. Der Maler war eine Woche persönlich in der Ausstellung anwesend und demonstrierte seine Malweise. In der übrigen Zeit läuft/lief ein kleiner Film der seine Maltechnik klar und übersichtlich darstellt. Der Film ist nicht im Museumsshop zu erwerben. Die Ausstellung selbst basiert auf der Sammlung indischer Miniaturen von Ludwig V. Habighorst.
Quelle für die übrigen Ausstellungen: s. Habighorst, „Genuss und Rausch. ...“, S. 139.

## Publikationen
- Bhuri Singh Museum, Vijay Sharma: Chamba Painting: Origin and Development : Exhibition Catalogue on the Eve of "Chamba Millennium-2006". Bhuri Singh Museum, Chamba, H.P. 2006, S. 35.

- Ludwig V. Habighorst; Peter A. Reichart; Vijay Sharma: Genuss und Rausch. Betel, Tabak, Wein und Rauschdrogen in indischen Miniaturen. Ragaputra Edition, Koblenz 2007, S. 141.

- Ludwig V. Habighorst; Peter A. Reichart; Vijay Sharma: Love for Pleasure. Betel, Tobacco, Wine and Drugs in Indian Miniatures. Ragaputra Edition, Koblenz 2007, S. 141.

- Manisha Nanda, Vijay Sharma: Kangra Valley Painting. Himachal Academy of Arts, Culture & Languages, Shimla, H.P. 2009.

## Bilder

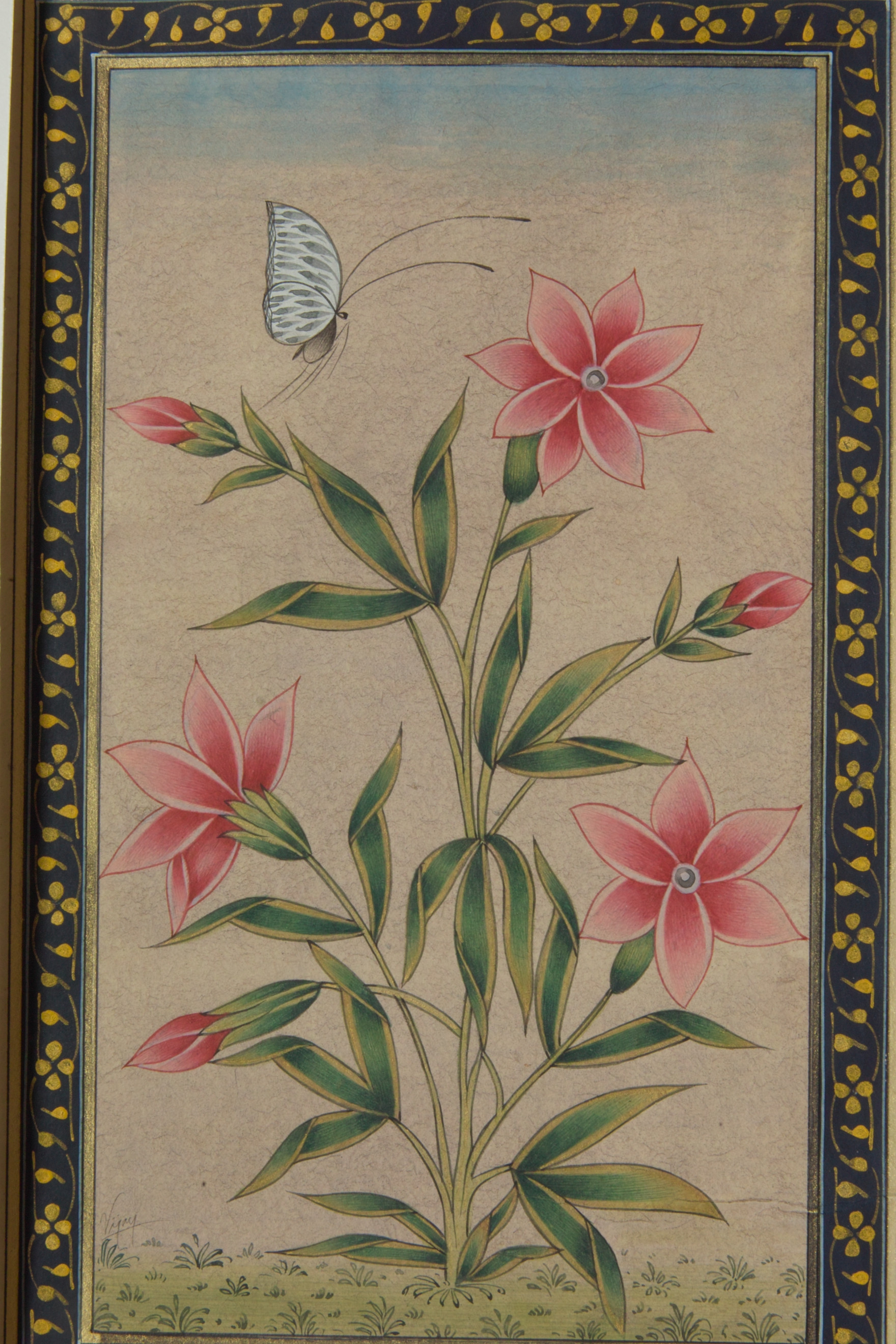
Vijay Sharma, Floral design
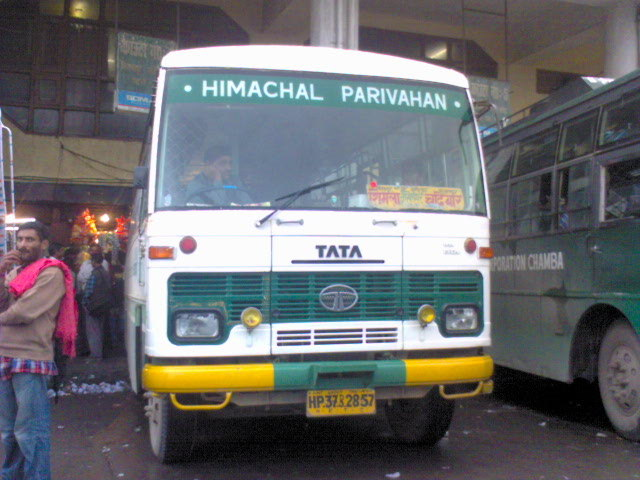
„bemalter“ Bus der HRTC